# 시비노우이시치에 등대

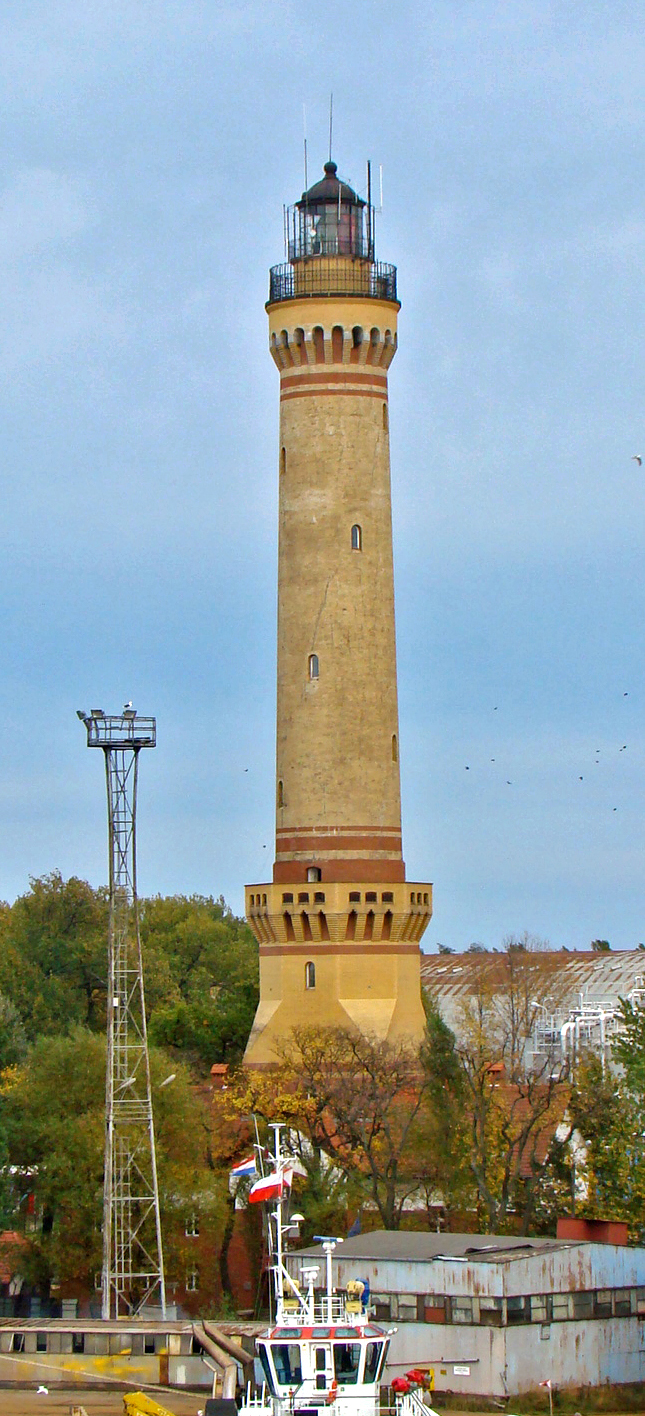
시비노우이시치에 등대

시비노우이시치에 등대(폴란드어: Latarnia Morska Świnoujście)는 폴란드 서포모제주 시비노우이시치에에 있는 현재도 운영 중인 등대다. 높이가 212 피트 (65 m)로, 세계에서 15번째로 높은 "전통적인 등대"이자 가장 높은 벽돌 등대다. 폴란드에서 가장 높은 등대이기도 하다.